# Hapladena leptotelea
Hapladena leptotelea är en plattmaskart. Hapladena leptotelea ingår i släktet Hapladena och familjen Haploporidae. Inga underarter finns listade i Catalogue of Life.